# Бама
Бама (др.-евр. במה‬ — «вершина», мн. ч. бамот) — слово, нередко встречающееся в еврейском тексте Ветхого Завета Библии, означающее возвышение, холм, высоты и другие возвышенности, избираемые для приношения языческих жертв. Возвышенное место, первоначально естественного происхождения, позднее искусственного, посвящённое культу божества.

И Я говорил им: что это за высота, куда ходите вы? поэтому именем Бама называется она и до сего дня.— Иез. 20:29
Слово не равно слову «гора», так как в библейском тексте «возвышенное место» употребляется параллельно с «горой» (2Цар. 1:19, 21, 25; Иез. 36:2; Чис. 21:28).
Так как бамот (мн. ч. от бама) часто воздвигали на вершинах холмов, то последние получали по ним названия:
- Бамот-Баал (במות בעל‬ — «высоты Баала») — горная область в стране Моабитской, доставшаяся в удел Реубенову колену;
- Бет-Бамот (בת במת‬ — «дом высот»).

В Талмуде проводилось различие между большими или великими бамот (במה גדולה‬) для общественных религиозных надобностей и малыми бамот (קטנה‬) для домашнего жертвоприношения. Например, «великая Бама» (הבמה הגדולה אשד בגבעון‬) находилась возле Гаваона (Гибеона), там Соломон по восшествии на престол испросил себе мудрость у Бога («И пошли Соломон и все собрание с ним на высоту, что в Гаваоне»; 2Пар. 1:3). Описание малой бама имеется в конце приложения (Тосефты) к Зебахим.

## Этимология
Этимологически долгое «а» указывает на происхождение от несуществующего корня — בום‬.

## Особенности
Хотя во многих библейских местах термином бама обозначается алтарь или святилище без указания на возвышенность или особенность в строении, всё же бамот должны были отличаться такими особенностями, какие не встречались в обычных алтарях. Во всяком случае, в Библии замечается различие между бамот и алтарями (II Цар., 23, 13; Исаия, 36, 7; II Хрон., 14, 2).
Отличительной особенностью бама являлось то, что она представляла, по-видимому, высокую платформу, так как слово «бама» почти всегда сопровождается словами «восходить» и «нисходить» («Он восходит к Баиту и Дивону, восходит на высоты, чтобы плакать»; Ис. 15:2). Возможно, что к ней вели террасы, подобно ассиро-вавилонским зиккурат, которые, вероятно, строились даже тогда, когда бама находилась на вершине горы.
Библейский закон о постройке алтаря (Исх., 20, 24) указывает, что основанием ему служила земля, מזנח אדמה‬, — то есть земляная насыпь, на которой воздвигался собственно алтарь — первоначально огромная глыба неотёсанного камня или дольмен (хотя Эвальд в «Geschichte des Volkes Israel», III, стр. 390, не без основания высказывает мысль, что в древнейшие времена еврейский алтарь состоял из кучи камней, сложенных в виде конуса).
Подобные возвышенные места находились всегда вблизи города (I Сам., 9, 25; 10, 5). Недалеко от бама весьма часто ставились мацебы. На некоторых бамот находились изображения бога, которому они посвящались (II Цар., 17, 29). Частыми принадлежностями их бывали также эфод и терафим (Суд., 17, 5; I Сам., 21, 10). Упоминаются сооружения, так называемые «дома бамот» (I Сам., 9, 13 и сл.; I Цар., 12, 31; 13, 32). По Иезекиилу (16, 16), на бама расстилалось платье посетителей, и на нём они предавались затем разврату.
Другое доказательство того, что под «бама» не следует подразумевать ни холмистую, ни гористую возвышенность, а особое строение, скрыто, несомненно, в тех словах, которыми Библия выражает разрушение, уничтожение бамот. Такие слова, как:
- אנד‬ — уничтожить (Иезек., 6, 3; II кн. Цар., 21, 3),
- השמיד‬ (Лев., 26, 30),
- נתץ‬ — разрушить (II Цар., 23, 8, 15; II Хрон., 31, 1),
- שרף‬ — сжечь (II Цар., 23, 15),

могут относиться только к зданиям, воздвигнутым руками людей из каких-нибудь сгораемых материалов.
К бамот были приставлены особые жрецы («коганим», כהנים: I Цар., 12, 32; 13, 2, 33; II Цар., 17, 32; 23, 20; они назывались также «кемарим», כמרים, II Цар., 23, 5) и «пророки» (I книга Сам., 10, 5, 10).
При бамот справлялись веселые празднества с возлиянием вина и жертвоприношениями; им приносилась в дар десятая часть всякой прибыли (Быт., 28, 20—22), и каждый клан, семья или человек обязан был совершать жертвоприношения в их честь (I Сам., 9, 12; Второзак., 12, 3—8, 11; категорическое запрещение в данном случае указывает только на широкую распространенность культа); возле бамот заключались договоры и держались советы (I Сам., 22, 6 в толковании Септуагинты).

### Идиомы со словом «бама»
Если слово «Рама» (רמה‬; «высота») означает то же, что бама, — это весьма вероятно (Иезек., 16, 24, 31) — то слова עשה‬ и ננה‬, которыми оно сопровождается, ещё больше подтверждают высказанное выше мнение о сгораемых материалах; подтверждается оно и такими фигуральными выражениями, как «ездить верхом на бама» (Второзак., 32, 13).
Завоевание города, гибель племени влекли за собой падение самих богов, а вместе с ними и разрушение их святилищ. Именно в этом смысле и употреблено слово бама в Псалме 18, 34. «Возводить кого-нибудь на бама» — означает помочь кому-нибудь достигнуть успешных результатов (ср. Хабак., 3, 19; Амос, 4, 13; Миха, 1, 3; Иов, 9, 8; Исаия, 14, 14; 58, 14) или признать за ним превосходство.

## Бама как место обитания богов
По мнению древних, боги имели свое местопребывание на «высотах».
- Библия изобилует массой указаний на то, что подобного же взгляда держались ханаанейцы и что впоследствии он стал доминирующим и среди евреев (Второзак., 12, 2; Числ., 23, 14).
- Моавитяне поклонялись богу Пеору (см. Баал-Пеор) на горе того же имени (Числа, 23, 28; 25, 3, 5, 18; 31, 16; Второзак., 3, 29 [Бет-Пеор, בית פעור], 4, 3; Гошеа, 9, 10; Псалмы 106, 28) и имели бата (Исаия, 15, 2; 16, 12; Иерем., 48, 35; ср. Бамот-Баал, במות בעל, Иош., 13, 17).
- «Баал-Хермон» рассматривается в этом же смысле (I Хрон., 5, 23).
- Гора Кармель считалась обиталищем Баала (или Иеговы; I Цар., 18, 19, 21).
- Арамейцы — рассказывается в Библии (I Цар., 20, 23, 28) — полагали, что Бог Израильский — горный Бог.
- Ассирийские боги собирались на вершинах Северных гор (Исаия, 14, 13). Нееврейские источники дополняют и подкрепляют библейские данные по этому вопросу (см. Баудиссин[англ.], «Studien zur semitischen Religionsgeschichte», II, 239).[2]

Следующие библейские сюжеты:
- жизнеописание патриархов (упоминание
  - про Морию (Быт., 22, 2),
  - про Гилеад (Быт., 31, 47; ср. Суд., 11, 29, Рамат-Мицпе в Иош., 13, 26, Рамот-Гилеад в I Цар., 4, 13),
- история Моисея, в которой:
  - Синай — «гора Божья» (Исх., 3, 1; 4, 27; 24, 13);
  - гора «Гор» (Числ., 20, 25);
  - горы Эбал и Гаризим (Второзак., 27, 12—13);
- предания о ранних пророках: Кармель (I Цар., 18); Табор (Суд., 4, 6); оливковая гора (II Сам., 15, 30; I Цар., 11, 7)

особенно ясно иллюстрируют, что подобные же представления существовали и среди евреев, которые полагали, что горные вершины более всего подходят под места как для жертвоприношений и церемоний (Швалли, Фридрих, Semitische Kriegsaltertümer, I, Leipzig, 1901), так и для сбора войска (ср. Суд., 4, 6). Эта идея легла в основание постройки бамот — их воздвигали или на искусственно сделанных холмах с террасами, или на естественных высотах.

### Библейские возвышенности с бамот
В Библии указывается целый ряд мест, где находились бамот, например:
- Гибеон (I Цар., 3, 4; I кн. Хрон., 16, 39; 21, 29; II Хрон., 1, 3, 13),
- Рама (I Сам., 9, 12, 13, 14);

предполагают, что и другие места имели свои бамот, хотя об этом сведений в Библии нет. Сюда относятся: Бохим (Суд., 2, 5), Офра (ibid., 6, 24; 8, 27), Мицпа (I Сам., 7, 5, 9) и др. Некоторые из этих бамот были древнейшего происхождения, восходя даже ко временам патриархов, как, напр., Хеврон и Бетэль (Быт., 12, 8; 13, 4; 28, 22).
Бог Иегова, подобно Кемошу и Баалам, имел и свои бамот. Только в позднейшую эпоху Иудейского царства под влиянием речей пророков бамот были изгнаны из религиозного культа. Составитель книг Царей действительно допускает их существование в культе Иеговы до постройки Соломонова храма (I Цар., 3, 2), а книги Самуила даже не стараются скрыть, что Самуил принёс жертву (I Сам., 7, 9) в таком месте, которого не одобрил бы составитель Второзакония.
Решительно все цари не только терпели, но даже покровительствовали устройству бамот (Соломон, I Цар., 3, 3, 4; Рехабеам, ibid., 14, 23; Иеровоам I, ibid., 12, 31; 13; Аса, ibid., 15, 14; Иосафат, ibid., 22, 44; Иоаш, II Цар., 12, 4; Амация, ibid., 14, 4; Озия, ibid., 15, 4; Иотам, ibid., 15. 35: Ахаз, ibid., 16, 4).
Пророк Илия изображается горько оплакивающим разрушение этих местных алтарей Иеговы (I Цар., 19, 10, 14), хотя Менаше и даже добродетельные цари (II Цар., 21, 3) навлекают на себя упрёки за то, что покровительствуют им, так что гибель Северного царства приписывалась в известной степени существованию подобных святилищ (ibid.).

## В ассирийском языке
Термин «бама» также встречается в ассирийском языке («bamati»). Употребляется ассирийцами в смысле «горы» или «холмистой страны» — в противоположность равнине.